# Carles Cuadrat
Carles Cuadrat Xiqués (Barcelona, España, 20 de octubre de 1968) es un exfutbolista y entrenador de fútbol español. Actualmente dirige a la selección de Filipinas.  

## Trayectoria
Carles Cuadrat se formó en las categorías inferiores del Barça, club al que llegó con 10 años y con el que llegó a disputar algunos amistosos con el primer equipo de la mano de Luis Aragonés. 
Fue miembro del equipo que ganó consecutivamente la Copa del Rey Juvenil en los años 1986 y 1987, actuando al lado de nombres como Guillermo Amor, Albert Ferrer, Tito Vilanova y Cristóbal Parralo.
También fue internacional en categorías inferiores y formó parte de la selección española que finalizó tercera en el Europeo Sub-16 de 1985.
Como jugador, actuó en el Barcelona B y posteriormente desarrolló su carrera entre Segunda División y Segunda B, en clubes como el CE Sabadell o el CF Gavà.
Tras colgar las botas prematuramente a los 30 años por una lesión en la rodilla, pasó a formar parte de la estructura técnica del fútbol base del FC Barcelona.
Más tarde pasó al cuerpo técnico de Frank Rijkaard, con el que trabajó en el Galatasaray S.K. y la Selección de Arabia Saudita. A partir de entonces, se unió en un tándem con Albert Roca y fue su ayudante en la Selección de El Salvador hasta llegar en 2016 al Bengaluru FC en que estuvo durante dos temporadas como segundo entrenador.
En 2018 tras la marcha de Albert Roca, se convirtió en entrenador del Bengaluru FC  de la Superliga india. En la temporada 2018-19 el Bengaluru FC se proclamó campeón de la Superliga de India después de derrotar por 1-0 al FC Goa a las órdenes del técnico español acompañado de Gerard Zaragoza.
En la temporada 2019-20 el técnico seguiría dirigiendo al conjunto del Bengaluru FC en la Superliga india. El club indio, tras ser vigente campeón de la Superliga, en agosto de 2019 anunció la renovación del entrenador español hasta junio de 2021.
En 2020, finaliza tercero de la Superliga india con el Bengaluru. El 5 de enero de 2021 se anuncia su dimisión de mutuo acuerdo con la dirección del Bengaluru tras una derrota por 1-3 ante el Mumbai City.
En sus 2 años y medio en el Bengaluru, Cuadrat llevó el equipo a clasificarse cada temporada para disputar competiciones asiáticas y colocarlo entre los 4 primeros de la Indian Super League, clasificándolo para el playoff para el título de Liga. Además, fue el primer entrenador que ganó Liga regular y Final del playoff en la misma temporada (en la 5.ª edición de la Indian Super League, en 2019), y estableció algunos récords de la competición que aún hoy se mantienen, como el de más partidos consecutivos ganados (racha de 6, en la 2018/2019), mayor número de porterías a cero (11 partidos de 20, en la 2019/2020), o el de 2 años seguidos sin perder en su Estadio en partido oficial (17 encuentros sin conocer la derrota).
También bajo el mandato de Cuadrat se produjo la mayor victoria en la historia del club, con un 9-1 contra el Paro FC en partido de segunda fase de la clasificación para la AFC Cup.
En la temporada 2021-2022 se incorpora al recién ascendido Aris Limassol de Chipre (fundado en 1930) y consigue llevar al equipo a la mejor clasificación de su historia, clasificándose por primera vez al play-off por el Título  y logrando una plaza en competición europea también por primera vez en la historia del club.
A inicios de 2023, se incorpora en el cuerpo técnico del Football Club Midtjylland de la 1.ª división de Dinamarca, para ser asistente de Albert Capellas, con el objetivo  de clasificarse para el playoff por el título de la SuperLiga danesa y de avanzar rondas en Europa League.  
.El equipo danés realiza la mejor temporada europea en la historia del club, eliminando a Lazio y Sturm Graz en fase de grupos de Europa League y cayendo solo en el playoff de octavos contra el Sporting de Lisboa. Al fin al de la temporada 2022/23, el equipo consigue clasificarse para competición europea por décimo año consecutivo.
El 25 de abril de 2023, Cuadrat fue anunciado como entrenador del East Bengal, equipo de la Superliga india, con el que firmó un contrato de dos años. Es uno de los entrenadores más exitosos de la historia del fútbol de clubes indio.
En su primer mes de trabajo logró 2 hitos históricos. Llegar a la final de la prestigiosa Copa Durand después de 19 años sin hacerlo, y ganar el derbi local contra el Mohun Bagan después de más de 4 años y 9 partidos sin hacerlo. Antes de terminar la primera vuelta de la Superliga india, Cuadrat ya había logrado un tercer récord; el East Bengal FC registró la mayor victoria de su historia en la Superliga india (ISL), un 5-0 sobre el NorthEast United FC.
El 28 de enero, Cuadrat lleva el East Bengal a conquistar su primera Supercopa de la India, con una victoria en la final contra el Odisha FC por 3-2, con un gol en la prórroga. La victoria puso fin a una sequía de 12 años del club sin conquistar un título.
Tras comenzar la segunda temporada con dos victorias consecutivas en la Copa Durand, el equipo no logró superar la ronda preliminar de la Liga de Campeones de la AFC tras perder contra el Altyn Asir turkmeno, pero a pesar de la derrota se clasificó directamente para la fase de grupos de la Liga Challenge de la AFC. De este modo, Cuadrat devolvió al club a una competición continental después de 9 años sin participar.
Una mala racha de derrotas al comienzo de la undécima edición de la Superliga india llevó a Cuadrat a abandonar la dirección del equipo el 30 de septiembre de 2024.
En marzo de 2025 Carles Cuadrat se incorpora al personal de la selección nacional de Filipinas, consiguiendo en su debut una victoria por 4-1 contra Maldivas, en la primera jornada del grupo de clasificación para la Copa Asia de Naciones 2027 a celebrar en Arabia Saudí. En mayo de 2025, asumió interinamente al frente del primer equipo tras la renuncia de Albert Capellas. El 23 de julio, fue ratificado en su cargo.

## Clubes

### Como entrenador
| Club                        | País           | Año           | Ocupación          |
| --------------------------- | -------------- | ------------- | ------------------ |
| Galatasaray S.K.            | Turquía        | 2009 - 2010   | Preparador físico  |
| Selección de Arabia Saudita | Arabia Saudita | 2011 - 2013   | Segundo entrenador |
| Selección de El Salvador    | El Salvador    | 2014 - 2015   | Segundo entrenador |
| Bengaluru FC                | India          | 2016 - 2018   | Segundo entrenador |
| Bengaluru FC                | India          | 2018 - 2021   | Primer entrenador  |
| Aris de Limassol            | Chipre         | 2021 - 2022   | Primer entrenador  |
| Football Club Midtjylland   | Dinamarca      | 2023          | Segundo entrenador |
| East Bengal FC              | India          | 2023 - 2024   | Primer entrenador  |
| Selección de Filipinas      | Filipinas      | 2025          | Segundo entrenador |
| Selección de Filipinas      | Filipinas      | 2025-presente | Primer entrenador  |

## Palmarés
- 1 Superliga de India (2018-19)
- 1 Supercopa de India (2024)